# Comté de Bay (Michigan)
Pour les articles homonymes, voir Comté de Bay.
Le Comté de Bay (Bay County en anglais) est dans le centre-est de la péninsule inférieure de l'État du Michigan. Son siège est à Bay City. Selon l'estimation de 2012, sa population est de 106 935 habitants. 

## Géographie
Le comté a une superficie de 1 634 km2, dont 1 151 km2 de terres.

### Comtés adjacents
- Comté d'Arenac (nord)
- Comté de Gladwin (nord-ouest)
- Comté de Tuscola (est)
- Comté de Midland (ouest)
- Comté de Saginaw (sud)